# دوگلاس سیلوا باسلار
دوگلاس سیلوا باسلار (پرتغالی: Douglas Silva Bacelar؛ زادهٔ ۳۰ اکتبر ۱۹۹۰) که با نام دوگلاس شناخته می‌شود، بازیکن فوتبال اهل برزیل است.
از باشگاه‌هایی که در آن بازی کرده‌است می‌توان به واسکو دوگاما، دنیپرو دنیپروپتروفسک، سائو پائولو و شاپه‌کوئنزه اشاره کرد.